# Bělolanýž obecný
Bělolanýž obecný (Choiromyces meandriformis) je druh houby z čeledi lanýžovitých. Druh popsal v roce 1831 italský mykolog Carlo Vittadini.

## Popis
Plodnice má nepravidelný tvar připomínající bramboru. Dosahuje délky 4 cm až 15 cm. Na povrchu je bělavá až hnědavá, pokožka bývá za sucha rozpraskaná. 
Dužnina je tuhá, má bílé zbarvení s šedým mramorováním.
Výtrusy jsou kulovité, velké 18 – 22 mikrometrů a na povrchu mají krátké, tenké ostny. Mladé výtrusy jsou bezbarvé, starší bledě žlutavé. Výtrusný prach je žlutavý.

## Výskyt
Bělolanýž roste pod zemí, v dospělosti může částečně vyčnívat nad povrch. Vyhovují mu hlinitopísčité a jílovité půdy. Je mykorhizním druhem, který se vyskytuje často pod bukem lesním. Sbírá se od července do září.
Mladé plodnice se mohou v menším množství používat v gastronomii jako náhražka pravých lanýžů.